# Abbazia di San Pietro (Salisburgo)
L'arciabbazia di San Pietro (in tedesco Erzabtei Sankt Peter) è un grande monastero che sorge nel centro di Salisburgo, in Austria.
Situato fra la Domplatz e la parete rocciosa del Mönchsberg, si sviluppa attorno a tre cortili. Di antiche origini, il complesso medievale venne poi barocchizzato. Nell'area germanofona è il più antico monastero a poter vantare una storia continua dal tempo della sua fondazione.

## Storia e descrizione

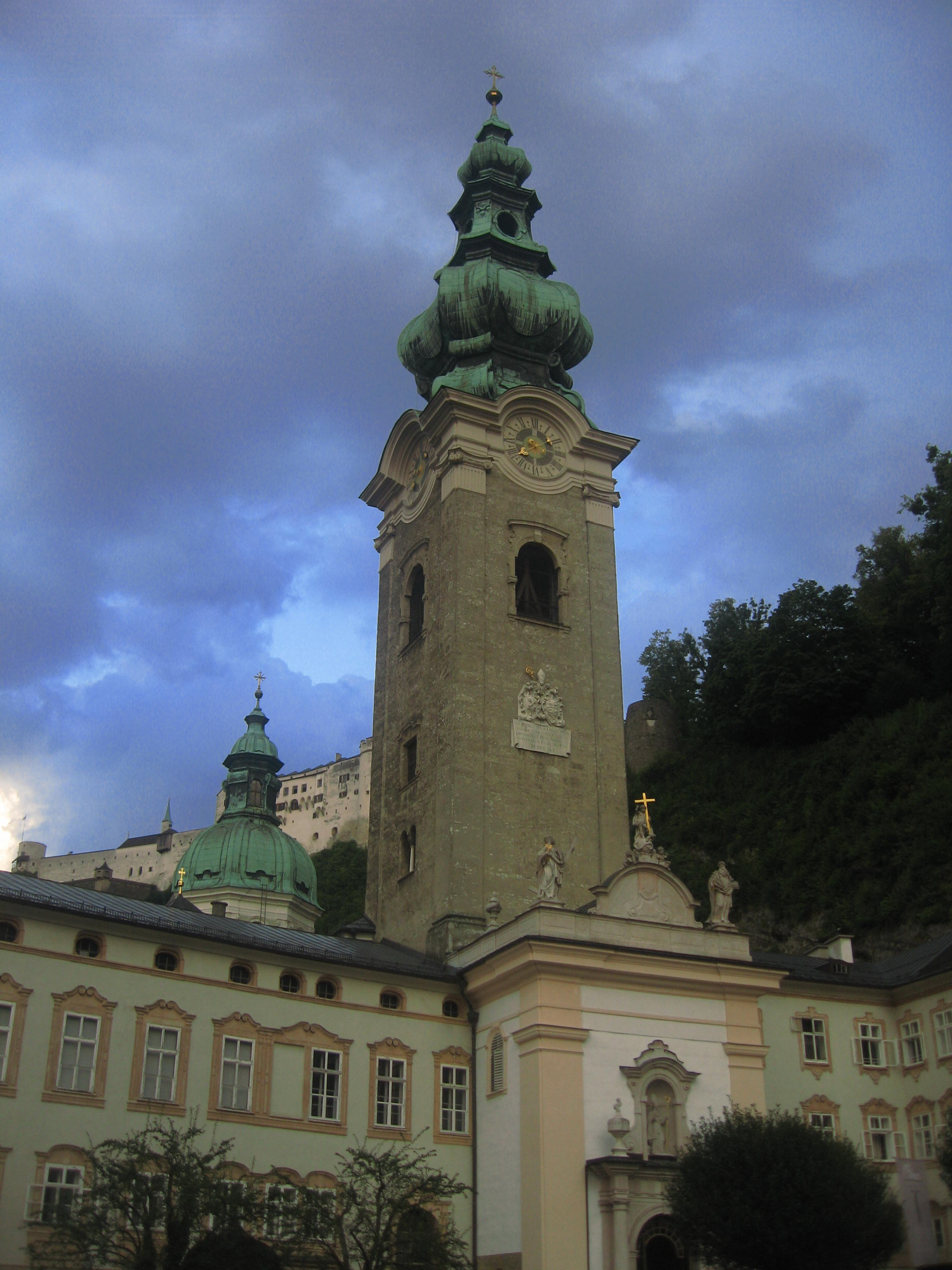
La torre barocca.

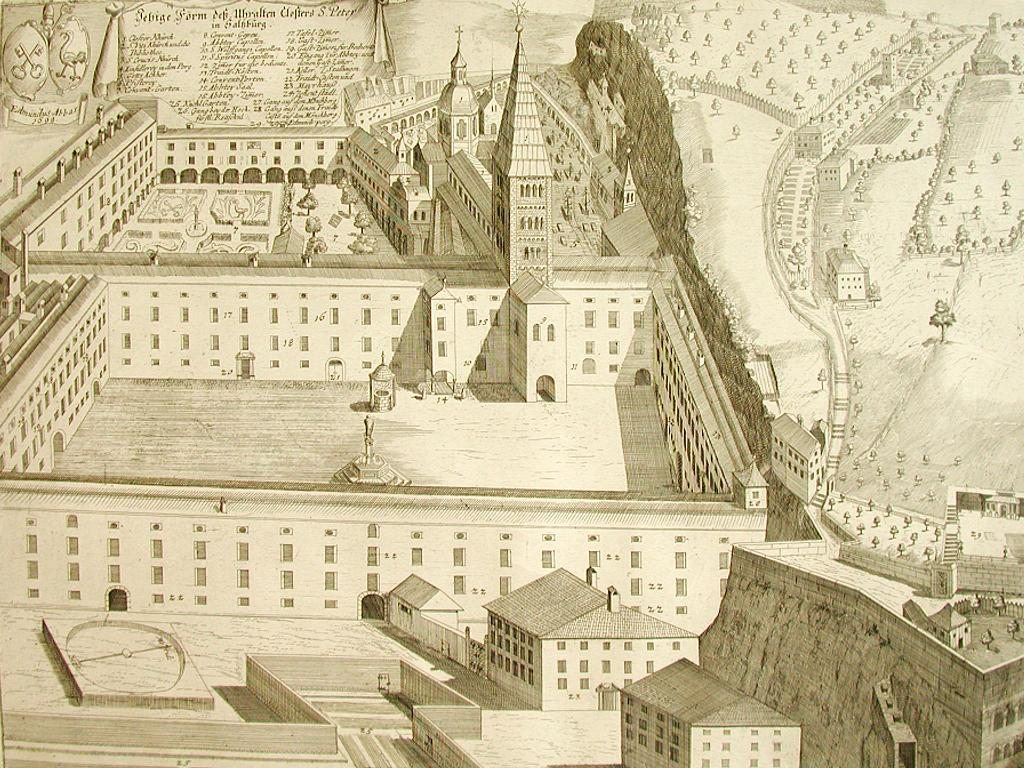
L'Abbazia nel 1699.

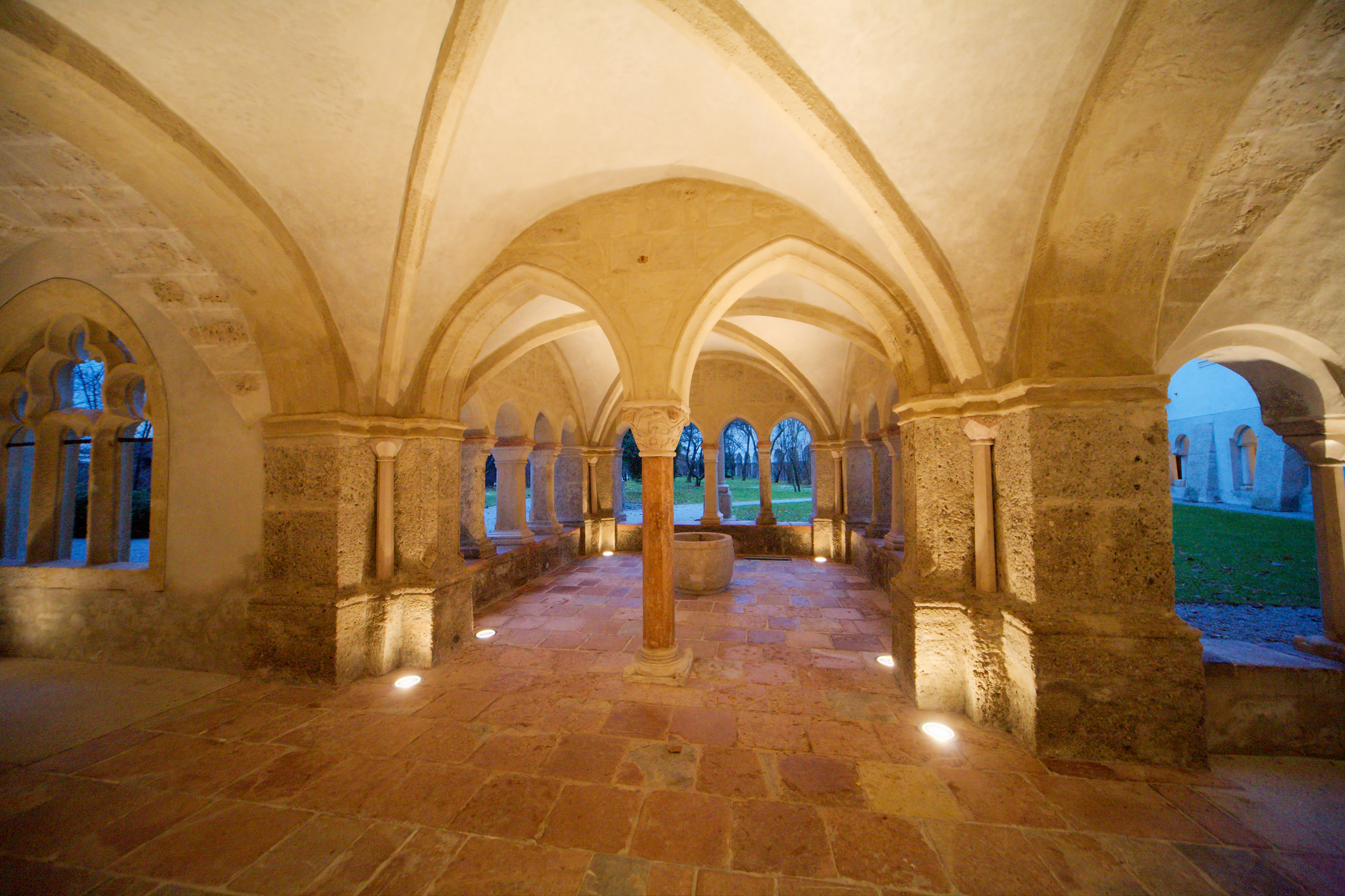
Veduta di un chiostro.

Su questo luogo sorgeva già in tempi antichi un edificio di culto cristiano. Infatti il primo venne eretto da San Severino verso il 453, quando arrivò nel Norico per evangelizzarlo.
L'Abbazia, dedicata a San Pietro, venne fondata nel 696 da San Ruperto, primo vescovo cittadino, con lo scopo di trasmettere il lavoro missionario nelle Alpi Orientali. Il monastero era strettamente legato alla diocesi, tanto che fino al 987 il vescovo di Salisburgo ne era anche l'abate; e fino al 1110 risiedeva nell'abbazia.
Nel Medioevo, l'Abbazia di San Pietro era molto rinomata per la sua ottima scuola di scrittura. Nel 1074 il vescovo Gebhard inviò 12 monaci di San Pietro in Stiria per fondarvi l'Abbazia di Admont. Nel XV secolo l'abbazia abbracciò la Riforma di Melk, atta a riportare la vita monastica al rigore dettato dalla Regola di San Benedetto. Un certo allineamento della vita monastica ai tempi comuni di preghiera e la lotta contro la secolarizzazione dei monaci e abati. Nel 1623 l'arcivescovo Paride Lodron fonda a Salisburgo la Benediktiner-Universität,l'Università Benedettina, che fino al suo scioglimento nel 1810 era strettamente connessa all'abbazia.
Nel 1641 l'abbazia fu a capo della nuova Congregazione di Salisburgo, fusa nel 1930 nella presente Congregazione d'Austria (di cui è la casa principale) della Confederazione Benedettina.
Nel 1926 gli sforzi per ricreare un'università cattolica portarono alla fondazione del Studienkollegs der Benediktiner, "Collegio benedettino", base per la rifondazione dell'Università di Salisburgo.
Nel 1927, San Pietro venne elevata al rango di Arciabbazia. 
Nel 1938, con l'Anschluss dell'Austria alla Germania nazista, i locali dell'abbazia vennero sequestrati e i monaci espulsi. Tuttavia, il monastero non venne mai sciolto ed i monaci vi tornarono dopo la guerra.

## La Chiesa abbaziale

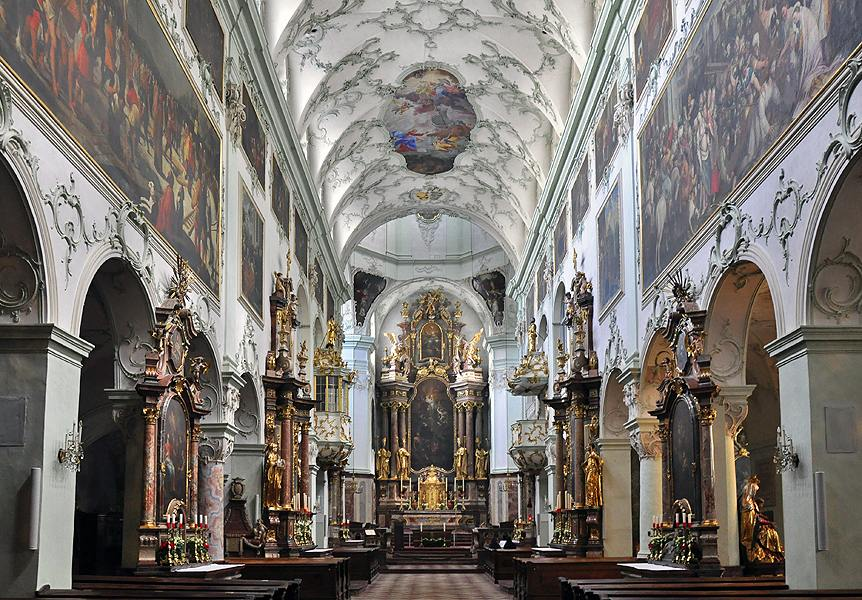
L'interno della chiesa.

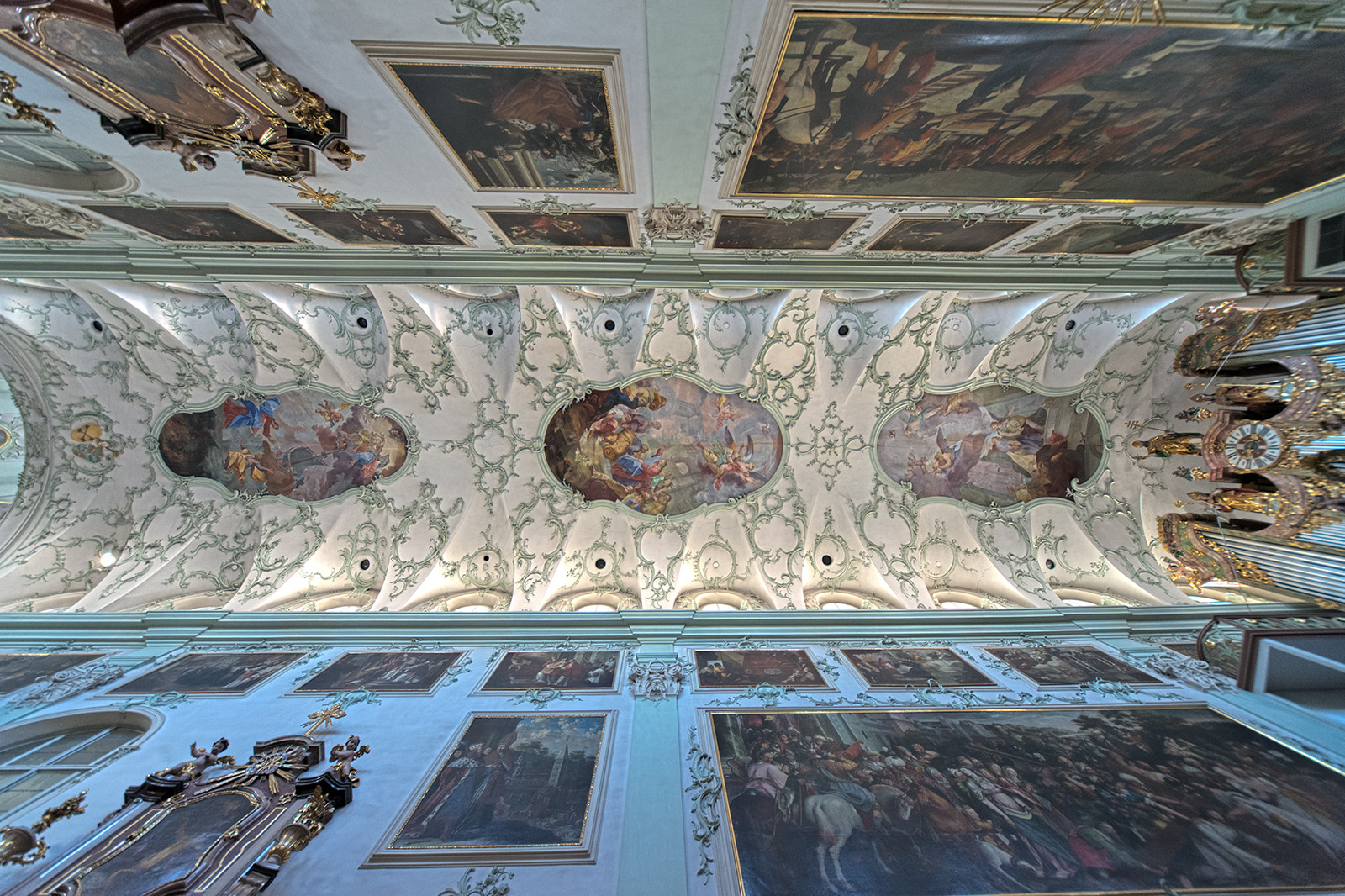
La volta a stucchi.

L'attuale chiesa abbaziale, con pianta basilicale e transetto, venne eretta tra il 1130 e il 1143 sul luogo della precedente chiesa carolingia; e dedicata a San Pietro nel 1147.
L'organo principale venne realizzato nel 1444 dal mastro organaro Heinrich Traxdorf da Magonza. 
Nel 1605-06 la chiesa inizia ad essere trasformata in stile rinascimentale, nel 1619-20 si pone mano alla volta a vele e nel 1622 viene edificata la cupola.
Sotto l'abate Beda Seeauer l'edificio viene barocchizzato. Nel 1756 si eresse il campanile col caratteristico coronamento a bulbo rivestito da lastre di rame; contemporaneamente, all'interno, Franz Xaver König realizza gli affreschi della navata centrale con Scene della Vita di San Pietro sulla volta; della Vita di San Benedetto alla parete sinistra; e della Vita di San Ruperto a quella destra. Delle volte e pareti del transetto, e infine del tamburo e dei pennacchi della cupola con Scene del Vecchio Testamento e i Padri della Chiesa, terminati nel 1760.
Tra il 1760 e il 1766 Benedikt Zöpf esegue la decorazione della volta della navata centrale con i delicati stucchi a colori pastello rococò e nel 1768 Ph. Hinterseer realizza la bella cancellata in ferro battuto e dorato dell'ingresso. Fra il 1775 e il 1782 Martin Johann Schmidt dipinge le pale della chiesa: l'Adorazione della Vergine dai Santi Pietro e Paolo, nell'altar maggiore, e quelle degli altari e frontespizi delle cappelle laterali, aggiunte nel XVIII secolo. In fondo alla navata è la bella mostra d'organo barocca del 1618-20, poi modificata nel 1762-63.
La Messa in do minore K 427 di Mozart venne composta per questa chiesa, ed eseguitavi per la prima volta 26 ottobre 1783, con la moglie Constanze Weber come soprano.
Accanto all'altare, dov'è sepolto San Ruperto, si trovano le tombe di Maria Anna Mozart Nannerl (sorella di Wolfgang Amadeus Mozart) e di Michael Haydn.
Nella cappella di Santa Maria vi sono, invece, conservati i resti mortali dell'abate Johann von Staupitz, precettore di Martin Lutero.

## La Biblioteca

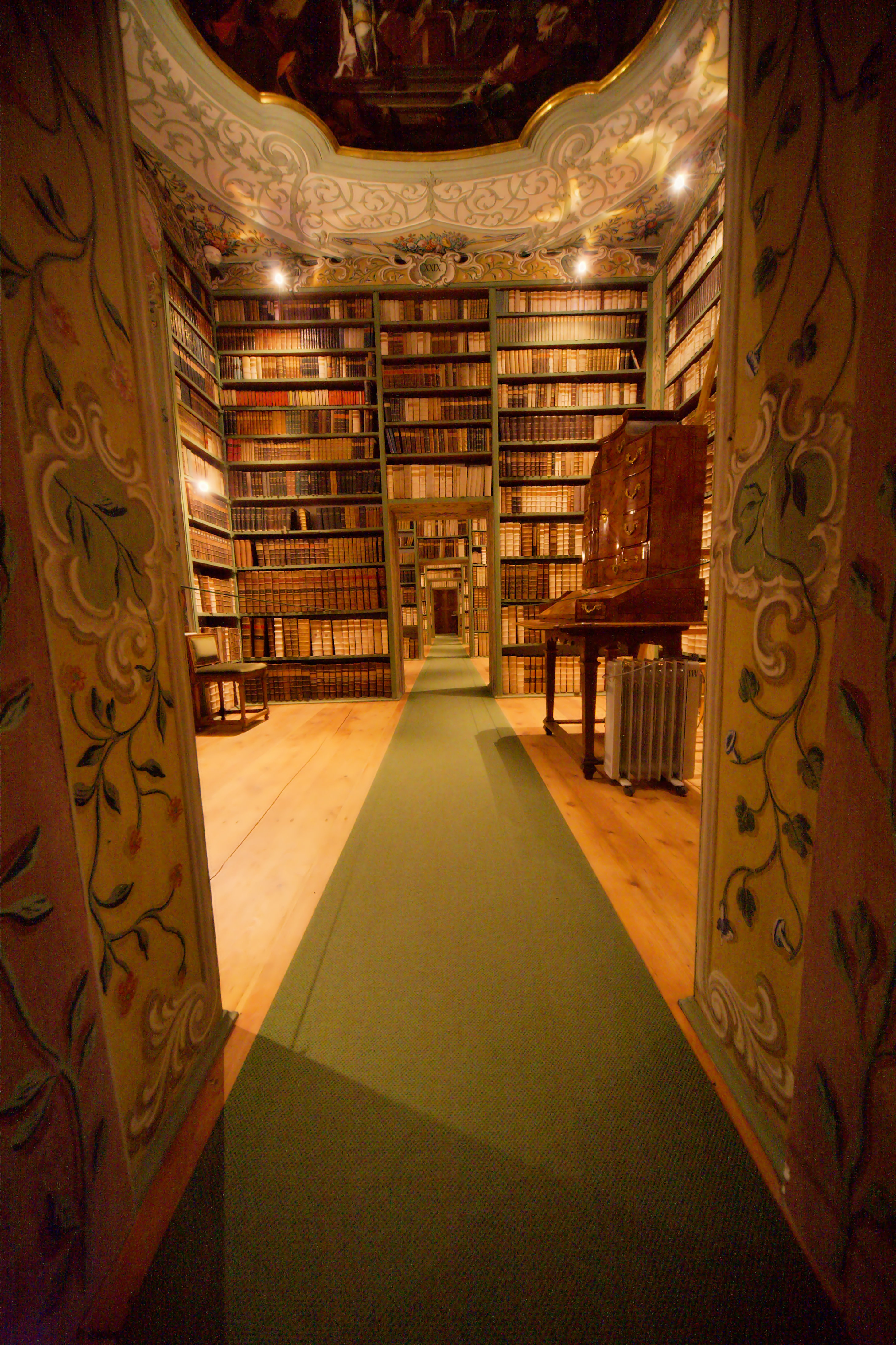
La Biblioteca rococò.

L'abbazia di San Pietro ospita la biblioteca più antica dell'Austria. Il più prezioso tra gli 800 manoscritti è il cosiddetto Verbrüderungsbuch, "Libro della fratellanza", creato nel 784 per volere del vescovo Virgilio. Attraverso i secoli la biblioteca è cresciuta fino a raggiungere circa 100.000 volumi riguardanti: il monachesimo benedettino, la storia della chiesa medievale, la storia dell'arte e di Salisburgo, ecc. Collezioni speciali sono rappresentate dagli incunaboli e stampe antiche, così come la collezione cartografica raccolta da padre Gregor Reitlechner.
Nel 1768 l'abate Beda Seeauer decide di ristrutturare e modernizzare la biblioteca. Ricostruì così la medievale Zellenbibliothek  nelle forme odierne, in stile rococò. 
Venne restaurata nel 1999 ed è accessibile solo con un permesso speciale. La biblioteca è utilizzabile su appuntamento.